# Peter Šanta
Peter Šanta (* 6. května 1973) je bývalý slovenský fotbalista, brankář.

## Fotbalová kariéra
Hrál za DAC Dunajská Streda a Chemlon Humenné. V evropských pohárech nastoupil v 1 utkání.

## Ligová bilance
| Ročník                                   | Zápasy | Góly | Klub                |
| ---------------------------------------- | ------ | ---- | ------------------- |
| 1. československá fotbalová liga 1990/91 | 0      | 0    | DAC Dunajská Streda |
| 1. československá fotbalová liga 1991/92 | 5      | 0    | DAC Dunajská Streda |
| 1. československá fotbalová liga 1992/93 | 4      | 0    | DAC Dunajská Streda |
| Mars superliga 1993/94                   | 16     | 0    | FC Chemlon Humenné  |
| Mars superliga 1993/94                   | 16     | 0    | DAC Dunajská Streda |
| Mars superliga 1994/95                   | 32     | 0    | DAC Dunajská Streda |
| Mars superliga 1995/96                   | 31     | 0    | DAC Dunajská Streda |
| Mars superliga 1996/97                   | 27     | 0    | DAC Dunajská Streda |
| Mars superliga 1997/98                   | 26     | 0    | DAC Dunajská Streda |
| Mars superliga 1999/00                   | 12     | 0    | DAC Dunajská Streda |
| CELKEM                                   | 169    | 0    |                     |